# Транссибирска железница
Транссибирска железница (рус. Транссибирская магистраль), скраћено Транссиб (рус. Транссиб), је мрежа железница која спајају Москву и Европски део Русије са Руским далеким истоком, Монголијом, Народном Републиком Кином и Јапанским морем.
Главна траса железнице саобраћа између Москве и Владивостока преко Сибира. Железница је дугачка 9.288 km и грађена је између 1891–1916. године. Протеже се на преко 8 временских зона и потребно је седам дана да се пређе цела дужина железнице, што је чини трећом железницом по дужини на свету, после Доњецк-Владивосток и Москва-Пјонгјанг.
Друга траса, Трансманџурска железница, која иде упоредно са Транссибирском и која иде скроз до Тарскаје (око 1.000 km источно од Бајкалској језера). Од Тарскаје, Трансманџурска железница иде југоисточно ка Кини и продужава до Пекинга.
Трећа траса, Трансмонголска железница, која се састоји из Транссибирске трасе до Улан Удеа на источној обали Бајкалског језера. Од Улан Удеа Трансмонголска железница продужава јужно ка Улан Батору и Пекингу.
Четврта траса је завршена 1991, после скоро пет деценија споре изградње. Под називом Бајкалскоамурска железница (БАМ), протеже се од Транссибирске линије код Бајкалског језера, ка Пацифику.

## Идеја за изградњу
Прва идеја за изградњу железнице кроз Сибир јавила се изградњом железнице Москва—Санкт Петербург у тадашњој царској Русији. Прва деоница железнице је изграђена између града Иркутска и Чите, пролазећи долином реке Амур до Пацифика. Пре 1880. године врх државе није подржавао пројекте за изградњу, због компликоване бирократије и страха од финансијског губитка које би железница могла направити. Пројекат од америчког инжењера В. Колинса је одбијен од централне власти, због покушаја власти да спречи утицај Британаца и Американаца у Сибиру. До 1880. пуно је пројеката одбијено за изградњу железнице. Ово је забрињавало власт јер је била јасна потреба изградње железнице између централне Русије и Сибира.
Израда пројекта је трајала скоро десет година, а пројектанти су морали да се боре са притисцима да смање трошкове изградње, на пример: да уместо мостова поставе трајекте преко река и слично. Али пројектанти су остали одлучни да изграде целу трасу железнице, без прекида.
За разлику од приватних пројеката да се железницом споје постојећи градови, Транссибирска железница није имала такав приоритет. Да би сачували новац и умањили спорове са власницима земље, одлучили су да железницу поставе изван градова. Тако је железница постављена 80 km на југ од највећег сибирског града Томска и тако је смањена повезаност градова са железницом. Данас је Томск повезан са железницом до транссибирске пруге и остаје један од пар градова кроз којег не пролази оригинална рута.

## Изградња
Владивосток је основан 1860, и већ до 1880. претворио се у велики лучки град на обали Пацифика. Једини недостатак је била ефикасна повезаност града и истока Русије са европским делом државе. Сергеј Вите, тадашњи министар финансија, је био задужен за надзор изградње железнице која је почела 1891. године.
Слично као код изградње прве трансконтиненталне железнице у САД, руски инжењери су почели изградњу са оба краја ка средини трасе. Железница се од Владивостока простирала северно, поред обале реке Усури до Хабаровска на реци Амур. Тај део железнице се звао Усури железница.
Са друге стране, 1890, саграђен је мост преко реке Урал, којим је отворен нови пут ка Азији. Мост преко реке Об је саграђен 1898, као и мали град Новониколаевск, основан 1883. То место се касније претворило у велики Сибирски центар Новосибирск. Први воз је дошао до Бајлакског језера и града Иркутска 1898. године. Касније је завршен последњи део железнице, којим су спојена два краја, између Иркутска и Хабаровска преко Шилка и реке Амур.
На градњи железнице су били ангажовани осуђеници са острва Сахалин и из других места, као и руски војници. Једна од највећих препрека је била Бајкалско језеро, око 60 km источно од Иркутска. Језеро Бајкал је 640 km дугачко и преко 1.600 m дубоко. Пруга се завршавала са обе стране језера и купљен је специјални ледоломац из Енглеске да споји железницу док се не заврши део пруге поред јужне обале језера. До 1905. године на руским железницама возило је око 1500 локомотива и 30.000 вагона, а на железници је било запослено око 750.000 људи, који су примали око 50% већу плату од просека. Изградњом дела поред реке Амур на кинеској граници 1916. завршена је цела траса железнице.
Електрификација железнице је почела 1929. и завршена је 2002, као и могућност већег терета до 6.000 тона.

## Утицај железнице на регију
Изградњом железнице дошло је до развоја пољопривреде у Сибиру, где се јавила могућност извоза ка европској Русији и европским земљама спојивши, не само места око железнице, већ и територије и градове на рекама преко којих прелази пруга.
Сибирски пољопривредници су извозили доста јефтиније житарице на запад. Али због пољопривредника на западу, као и због тек почете реформе пољопривредног земљишта у Русији 1896, држава је увела тарифне баријере за житарице из Чељабинска, као и из Манџурије. Ова мера је променила начине извоза житарица, тако што су изграђени нови млинови у Алталу, Новосибирску и Томску, а многе фарме су прешле на производњу маслаца. Од 1896. до 1913, Сибир је извозио око 502.000 тона житарица и брашна годишње.
Транссибирска железница је остала главна саобраћајница унутар Русије. Око 30% руског извоза се транспортује преко ове пруге. После распада Совјетског Савеза и отварање граница Русије, железница је постала популарна за стране туристе, али и за Русе. Данас транссибирска железница превози око 20.000 контејнера годишње у Европу, укључујући и 8.300 контејнера из Јапана. Ово је ипак мали број, узимајући у обзир да Јапан извози у Европу око 360.000 контејнера годишње. Руско министарство транспорта очекује да ће број контејнера за Европу повећати на 100.000 до 2005. са око 120 возова на дан. Овим растом иде и потреба да се на деловима деоница са једном траком пруге постави дупли колосек.
Успон Азије и акцелерација транспорта
Са економским успоном Азије повећала се стратешка лега Транссибирске железнице. Уз координацију са Трансмонголском железницом контејнер из кинеског Пекинга до немачког Хамбурга путује 15 дана, из Јапана 25 дана. Према извјештају из 2009. возу је са руске обале Пацифика до западне руске границе требало 12 дана. Те године обелоданили су програм за убрзање те деонице на седам дана. Програм је вредан 11 милијарди долара у периоду од 5 година. Тиме би повећали просјечну дневно пређену дужину са 900 км на око 1500 км.
Од јануара 2008. Кина, Монголија, Русија, Белорусија, Пољска и Немачка договориле су споразум о линији Пекинг—Хамбург. Возом допрема блага је ⅓ до ½ бржа него морским путем. Са 2009. за 20% је смањен трошак превоза контејнера, тако трошак једног стандардног контејнера између Јокохаме и Пољске кошта 2820 долара, од корејског Пусана 2154 долара. Један од отежавајућих фактора је ширина колосека, воз треба двапут да мења подвожје, на граници са Европском унијом и Кином. У Монголији и Белорусији је ширина колосека такође руских 1520 мм.
Црквени воз
За време Руског царства, до 1917, уз композицију је био прикључен и вагон Руске православне цркве, који је служио у крајевима где још нису имали изграђену цркву, радницима који су радили транссибирску пругу и путницима. Након октобарске револуције и за време комунизма воз је био уклоњен, а од априла 2005, у договору Руске православне цркве и Руских железница, воз је опет део транссибирске магистрале.

## Траса пута
Транссибирска 
| Назив станице                       | km    | Московско време (UTC+3) | Прелазак преко реке/планине   |
| Москва                              | 0     | 0                       |                               |
| Нижњи Новгород                      | 442   | 0                       | река Волга                    |
| Перм                                | 1.436 | +2                      | река Кама                     |
| граница између Азије и Европе       | 1.777 | +2                      |                               |
| Јекатеринбург                       | 1.816 | +2                      | река Урал                     |
| Омск                                | 2.712 | +3                      | река Иртиш                    |
| Новосибирск                         | 3.335 | +3                      | река Об                       |
| Краснојарск                         | 4.098 | +4                      | река Јенисеј                  |
| Иркутск                             | 5.185 | +5                      | Бајкалско језеро, река Ангара |
| Улан Уде                            | 5.642 | +5                      |                               |
| раздвајање Трансмонголске железнице | 5.655 |                         |                               |
| Чита                                | 6.199 | +6                      |                               |
| раздвајање Трансманџурске железнице | 6.312 |                         |                               |
| Хабаровск                           | 8.521 | +7                      | река Амур                     |
| Владивосток                         | 9.288 | +7                      | Јапанско море                 |

#### Трансмонголска
| Назив станице                        | km               | *                   |
| раздвајање од Трансибирске железнице | 5.655            |                     |
| Наушаки                              | 5.895            | Руска граница       |
| Сухбатар                             | 5.921            | Монголијска граница |
| Улан Батор                           | 6.304            |                     |
| Зимин Уд                             | 7.013            | Монголијска граница |
| Ерлиан                               | 842 (од Пекинга) | Кинеска граница     |
| Датонг                               | 371 (од Пекинга) |                     |
| Пекинг                               |                  |                     |

#### Трансманџурска
| Назив станице                         | km                 | *               |
| раздвајање од Транссибирске железнице | 6.312              |                 |
| Забајкалск                            | 6.661 (од Москве)  | Руска граница   |
| Манжули                               | 2.323 (од Пекинга) | Кинеска граница |
| Харбин                                | 1.388 од (Пекинга) |                 |
| Пекинг                                |                    |                 |

## Неке од интересантнијих чињеница
Неке од најинтересантнијих станица
- станица Витебск у Санкт Петербургу
- највећа станица се налази у модерном граду Новосибирск, где се налази и железнички музеј.
- Иркутск, станица у слогу класицизма
- Северобајкаљск, станица у слогу француског Ла Корбизјеја
- Сљудјанка, изграђена 1904. сва у мермеру
- Биробиђан, станица написана на хебрејском и Јеврејским орнаментима
- Владивосток, стара, рестаурирана станица са орнаментима
- најдужу руту је донедавно саобрачао воз № 53/54 Харков-Владивосток који је 9714 км прешао у 174 часа 10 минута. Касније је рекордно дугу руту радио воз Кијев-Владивосток.
- данас је најбржи воз који вози директно на релацији Москва-Владивосток № 1/2 Русија, пут пређе у 6 дана и 2 часа.

Остале чињенице
- пруга је дуга 9288,2 km иако се понекад говори да има 9.298
- најхладније место је између Могоче (на 6906 километру од Москве) и Сковородина (7306. километар), где температуре падају до -62 °C
- највиша тачка на пруги је 1.040 m на горском прелазу Јаблоновја (6110. километар од Москве) код Тургутуја
- најнижа тачка пруге је уз обалу Пацифика код Амурског залива (9252. километар)
- најдужи мост је преко реке Амур 2616 метара (на 8512. километру)
- најдужи тунел има 7 km али се користи само за теретни саобраћај, налази се код Амура
- најдужи тунел за путнички саобраћај има 2 km - Тармачукански тунел (8080. километар) код Аркаре
- најскупљи део градње пруге је 260 km секција код језера Бајкал, названа Циркум-бајкалска пруга

## Међународни сајам ЕКСПО 1900. у Паризу
Транссибирска железница имала је своју величанствену поставку на Међународном сајму ЕКСПО, који је био 1900. у Паризу. Имитација вожње по железници симулирана је померањем панораме, а „вожња“ је трајала једнан час. Панораму је сачињавао приказ руских градова Москву, Омск, Иркутск, следио је Велики кинески зид и Пекинг. Врло довршен приказ, који се дорађивао до 1903, добио је златну медаљу комисије под Густавом Ајфелом за мост Транссибирске железнице преко реке Јенисеј, царског инжењера Лавра Проскурјакова. Дорађена панорама је суделовала и на Међународном сајму ЕКСПо 1904. у америчком Сент Луису.
Поставка се данас налази у петроградском Ермитажу и ради се на њеној поновној изложби у станици Витебск (Санкт Петербург), док ће копије бити изложене по другим железничким станицама у Русији.

## Фотографска експедиција Сергеја Прокудина-Горског
Године 1909, са благословом руског цара Николаја II на експедицију по транссибирској рути отишао је познати пионир фотографије у боји, члан Царског географског друштва Сергеј Михајлович Прокудин-Горски. Уживајући потпуну слободу и помоћ железничког особља Сергеј Прокудин направио је богату фотографску документацију дуж железнице. 1917. доласком револуције побегао је, срећом заједно са сликама, у Норвешку. Четири године након његове смрти, његова родбина је продала слике америчкој Конгресној библиотеци. Богат фотографски фонд је данас дигитализован и доступан јавности.
- Руска парна локомотива Аа-76 (1910)
- Станица Симскаја, пруга Самара-Златоуст (1910)
- Мост преко реке Шуја (1916)
- Станица Бородино код Москве (1911)
- Локомотива Аб-132 између Перма и Јекатеринбурга (1910)
- Локални Башкир, скретничар, између Уфе и Чељабинска (1910)

## Транссибирска железница у популарној култури
Путопис Антона Чехова
Један од значајнијих записа о путовању кроз Сибир дао је руски писац Антон Чехов, који је на пут према Руском далеком истоку кренуо 1890. године. Пут, који је описао у књизи Пут за Сахалин, је водио на траси будуће железнице.
Фабержејево јаје
Године 1900, руски јувелир Карл Петар Фаберже направио је, за царску породицу Романов, Фабержејево јаје мотивом транссибирске железнице, назван Транссибирска железница.
Филмови
- култни филм Хорор експрес из 1973.
- совјетски филм Транссибирски експрес (рус. Транссибирский экспресс) из 1977. (продукцијска куча Казахфилм)
- најновији филмски приказ транссибирске железнице у америчком филму Транссибир (енгл. Transsiberian) снимљен 2008. (кадри снимљени већином у Литванији)
- ратно историјска драма Адмирал (2008) које се дешава за време Руског грађанског рата